# パリ地方音楽院
パリ地方音楽院 (仏: Conservatoire à rayonnement régional de Paris)は、フランスのパリ市中心部８区に本部を置く公立音楽院である。略称はCRR de Paris (仏語での発音に基づくカナ転写は「セー・エル・エル・ド・パリ」)。
国内にある41校の地域圏立音楽院の1校であり、フランスの名門音楽院の一校である。パリ市内の音楽科を有する中等教育、パリ・ブローニュビヤンクール高等音楽院との共同教育や、パリ国立高等音楽院を始めとする高等音楽院の準備課程、プロ養成講座など幅広く音楽教育を行う。また、別敷地にて舞踊科、演劇科を有する。音楽科は1978年に設立され、1990年、パリ国立高等音楽・舞踊学校の二代目校舎跡地に再編された。欧州連合の指定する芸術高等教育機関として認定された音楽舞踊教育施設でもある。パリの高級住宅街８区にキャンパスを構える。フランス文化省地方文化行政局(DRAC)を後見監督とする、行政的公施設法人である。

## 歴史
サン・ラザール駅の裏手、ユーロップ広場の橋からは、クロード・モネが描いた事で有名な鉄道の路線が見える。1832年に出来たこの広場は、ユーロップ地区の中心に位置する。この地区にある通りには皆、ヨーロッパの大都市の名前が付けられており、広場西側のローマ通りには、弦楽器工房、弓工房をはじめとした楽器工房が立ち並んでいる。これらは、1911年に、パリ国立高等音楽・舞踊学校がマドリッド通り14番地に移転してきた時以降に生まれた町並みである。かつてイエズス会が使っていたこの建物への音楽院移転は、ガブリエル・フォーレが執り行った。立ち並ぶ弦楽器工房、弓工房、楽譜屋、管楽器の商店により、現在でもこの地区は、常に音楽で満ちている。
パリ国立高等音楽・舞踊学校が1990年にラ・ヴィレット公園に移転するにあたり、1978年に設置されていたパリ国立地方音楽院が、パリ市の働きかけにより、このマドリッド通り14番地へと移転、設置された。オルガニストでピアニストのジャック・タッデイが1987年から2005年まで院長を勤めた。
1994年4月から1996年9月にかけて、デュボスク&ランドフスキ建築事務所により、建物の外観を保持したまま、内装の大改装が行われた。ジャック・シラク夫人のベルナデット・ショルドン・ド・クルセル、作曲家で文化省、音楽・舞踊・演劇・芸能局 (DMDTS)参事官であったマルセル・ランドスキ立ち会いのもと、パリ市庁舎によって新校舎の落成式が執り行われた。2006年10月12日付けの政令に基づき、国から地方自治体へと移行し、パリ地方音楽院と現在の名称となった。

## 教育
ソルボンヌ大学及びパリ・ブローニュ・ビヤンクール高等音楽院との学士課程(共同国家音楽家資格:DNSPM; Bac+3)を取得可能である。

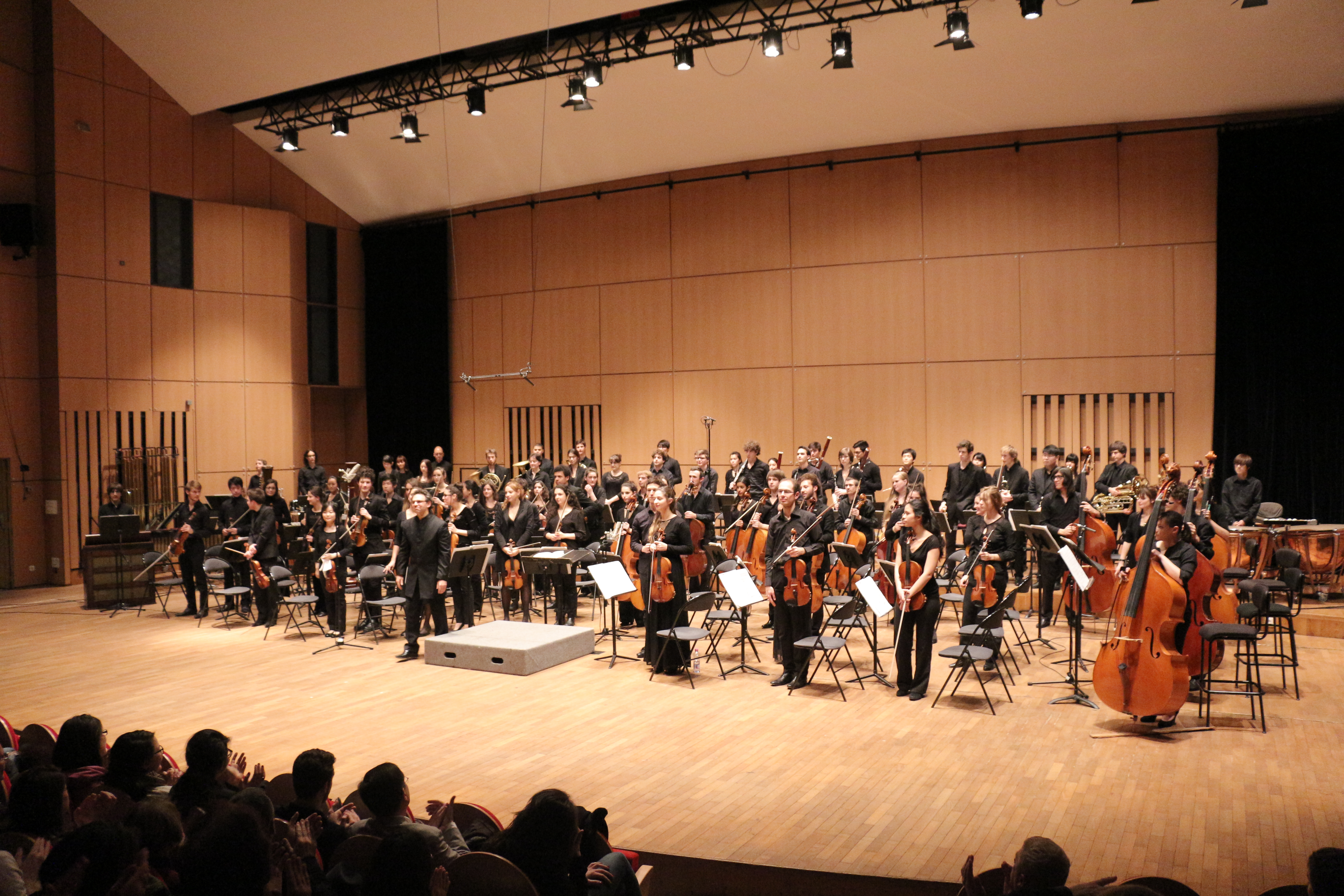
パリ地方音楽院のオーケストラ

## 学科
以下の10学科から成り、さらに楽器や分野、専門課程に応じて、専攻、クラスが区分けされている。
- 器楽科 (Département Instrumental)
- 声楽科 (Département voix)
- ジャズ科 (Jazz)
- 古楽科 (Musique ancienne)
- 管弦楽科 (Formation à l'orchestre)
- 室内楽科 (Musique de chambre)
- フォルマシオン・ミュジカル、エクリチュール、教養科
- 少年少女合唱科 (Le jeune chœur de Paris)
- 演劇科 (Le théâtre au CRR de Paris)
- 舞踊科 (La danse au CRR de Paris)

## 音楽科施設

### 建築面積
5,500 平方メートル

### コンサートホール
- マルセル・ランドスキ・ホール: 400席
- オリヴィエ・アラン・オルガンホール: 100席
- ガブリエル・フォーレ・ホール: 80席
- ムスティスラフ・ロストロポーヴィチ・オルガン合唱ホール: 50席

以下は、音楽院と関係の深い音楽家を記念したホール。
- ローベール、ガビー・カサデシュ・ホール
- クロード・デルヴァンクール・ホール
- ピエール・サンカン・ホール
- ジョルジュ・プレットル・ホール
- ジャン＝ピエール・ランパル・ホール
- リリ・ラスキヌ・ホール
- アンドレ・ナヴァラ・ホール

### 教室、練習室
50室の教室および練習室を有する。
また、各ホールと繋がれた録音用のスタジオを有する。

## 舞踊科施設
パリ市庁舎によって、モンマルトルにアベス劇場が設置され、また同劇場内にパリ地方音楽院の舞踊高等教育科が置かれた。ベルギーの建築家シャルル・ヴァンデンホーヴが、ロベール・バリー、ジャン=シャルル・ブレ、ロイック・ル・グルメレック、パトリック・小リヨン、オリヴィエ・ドゥブレ、ダニエル・ビュランらと共に、この建築設計に関わった。
1996年11月14日、フランス文化省行政官、パリ市副市長のマセ・ド・レピネ夫人により、アベスの舞踊施設の落成式が執り行われた。

### 建築面積
2300平方メートル

### スタジオ
- セルジュ・リファール・スタジオ
- マーサ・グレアム・スタジオ
- ヴァーツラフ・ニジンスキー・スタジオ
- ジョージ・バランシン・スタジオ

### 教室、その他施設
- 教室×1
- 練習室×1
- メディアライブラリー
- カフェテリア
- 事務室×2

## 演劇科施設および図書館施設
ヴィクトール・バルタールが設計し、エミール・ゾラが『パリの胃袋』で描いた、18世紀から続いたレ・アルの商店街が1969年に取り壊された後、大きな地下センターが掘られ、RERの駅や、多くの商店、公共施設が入った。地下の西地区はポール・シュメトフによって設計され、1985年に完成した。
1985年から2006年まで、フォーラム地下三階の12のスペースは、パリの複数の区立音楽院と関わりのある協会が運営しており、そこには演劇学校および、図書館が存在していた。その1500平方メートルの敷地および施設は、現在、パリ地方音楽院の演劇科および、パリ市音楽院中央図書館として、同音楽院が管理している。

### 演劇科
2007年1月より、パリ地方音楽院の演劇科に、演劇高等教育課程 (Ecole Supérieure d’Art dramatique, ESAD)が開設された。舞台芸術において現代に通じる一連の美学教育および俳優技術の訓練を、三年間のカリキュラムで行うものである。舞台プロジェクトにおいて、学生や演出家に指導権を発揮させながら、学校は舞台創造に対しサポートを行う。

### パリ市音楽院中央図書館
1988年に開設。クラシック音楽や他のジャンルに関する音楽出版物、楽譜を50000冊保有する。楽譜は、室内楽、声楽、音楽理論書、オーケストラ・スコア、パート譜などが大部分を占めている。また、現代音楽のスコアや、一般的な器楽レパートリー、辞典、事典も揃っており、複数のエディションのニューグローヴ音楽大辞典、MGG (Die Musik in Geschichte und Gegenwart)がある。
閉架資料は、パリ地方音楽院およびパリにある18校の区立音楽院の学生、教授が利用可能であり、開架資料は一般の公共利用者に開かれている。